# Vincenzo D'Agostino
Vincenzo D'Agostino (Napoli, 15 settembre 1961) è un paroliere italiano.

## Biografia
Inizia la carriera prima degli anni ottanta, prima come cantante e poi come paroliere, scrivendo per Gigi D'Alessio gran parte dei suoi successi dal 1991 al 2005, dall'album Lasciatemi cantare all'album Quanti amori (tutti i testi degli album ad eccezione dei brani "Musica", "Sposa ragazzina" e "All'atu munno" contenuti nell'album È stato un piacere. Nel 2012 è autore dell'album Chiaro dello stesso D'Alessio.
Nel 1997 è stato anche "chitarrista per un giorno" del gruppo di Gigi D'Alessio in occasione del suo concerto allo Stadio San Paolo. 
Oltre al sodalizio artistico con D'Alessio, Vincenzo D'Agostino è stato autore per numerosi artisti, tra i quali Mario Merola, Nino D'Angelo, Mario Trevi, Gigi Finizio, Sal Da Vinci, Anna Tatangelo, Mauro Nardi, Tony Colombo, Rosario Miraggio, Franco Ricciardi, Carmelo Zappulla, Annalisa Minetti, Giulia Luzi, Gianni Fiorellino.

### Carriera
Inizia la carriera come autore negli anni 80', come data zero possiamo collocare il fortunato sodalizio artistico con Carmelo Zappulla, uno dei talenti più promettenti dell'allora scena musicale partenopea e non. È autore per Zappulla, di canzoni come Concerto, Dimme, Pulcino Mio, Storia D'Amore, brani contenuti nell'album "Concerto" del 1984 su etichetta RCA Italiana. Il 1992 è l'anno di nuove collaborazioni, è autore di Proviamo Ancora, brano del re della cinematografia del tempo Nino D'Angelo. Annata ricca di soddisfazioni, e dell'incontro con Gigi D'Alessio, incontro che cambierà la carriera di Vincenzo, ponendolo tra gli autori più importanti del panorama nazionale. Scrive tutti i testi del primo album di quest'ultimo Lasciatemi cantare (Gigi D'Alessio), contenente il brano dal successo nazionale, che cambierà la carriera di entrambi Cient'anne, ne scrive il testo su musica dello stesso D'Alessio, e diventerà il featuring dei featuring, con il re della sceneggiata Mario Merola. Il successo è immediato, ed è un susseguirsi di canzoni. Scriverà tutti i testi degli album dello stesso D'Alessio, dal 1992 al 2004, riscuotendo un successo sempre più in ascesa, culminato con il grande passo: il primo festival di Sanremo. Nel 2000, parteciperà come autore al Festival di Sanremo 2000, con il brano Non dirgli mai, su musica dello stesso D'Alessio. Nonostante lo scetticismo iniziale verso il brano, in soli 3 giorni l'album contenente il brano ( Quando la mia vita cambierà) scala le classifiche, spodestando dalla vetta due mostri sacri come Adriano Celentano e Mina (cantante). Alla fine degli anni 2000, l'album sarà certificato cinque volte disco di platino, per le oltre 500 000 copie vendute. L'anno successivo è la volta delFestival di Sanremo 2001, con il brano Tu che ne sai, classificatosi all'ottavo posto, ed anche li il successo è garantito. l'album Il cammino dell'età in poche settimane è certificato sei volte disco di platino per le oltre 600 000 copie vendute. Nel 2002 è la volta dell'album Uno come te, sempre dello stesso D'Alessio, album del quale scriverà tutti i testi, e sancirà la nascita di successi come Un nuovo bacio, in duetto con Anna Tatangelo. il 2004 è l'anno del terzo festival di Sanremo come autore, al Festival di Sanremo 2005, la collaudata e prolifica coppia D'Agostino D'Alessio, sarà in gara con ben due brani: L'amore che non c'è, interpretato dallo stesso D'Alessio per la categoria Uomini, ed il brano Ragazza di periferia, interpretato da Anna Tatangelo. L'album contenente L'amore che non c'è, è certificato quattro volte disco di platino, e resterà in classifica FIMI per oltre 70 settimane. L'album contiene il brano "Campioni Nel Cuore", di cui è autore del testo, che diventerà la sigla televisiva del reality show mediaset Campioni, il sogno. È Autore di numerose sigle di programmi TV Mediaset ( "Amici" su tutti in particolare delle edizioni 2002 con Non mollare mai, 2003 con i ragazzi del 2003, 2004 con La scuola della musica) e Rai ("Un medico in famiglia" con i brani "Ciao Giù" e "Amica Nemica. Nel 2003 il brano La forza delle donne, di cui è autore del testo su musica dello stesso D'Alessio è inserito come sigla del film "Mariti in affitto" diretto da Ilaria Borrelli, con protagoniste Maria Grazia Cucinotta e Brooke Shields. Nel 2005 alcuni brani di cui è autore del testo (Dimmi Dimmi, Quanti amori, Pensiero Stupendo, Ragazza di periferia, Quando due si lasciano) vengono inserite nel film "Troppo belli" diretto da Ugo Fabrizio Giordani, con protagonisti Costantino Vitagliano e Daniele Interrante, prodotto da Medusa Film. Nel 2009 è la volta del quinto festival di Sanremo della sua carriera come autore, con il brano Non riesco a farti innamorare scritto con Gigi D'Alessio e interpretato da Sal Da Vinci che si classificherà al terzo posto, al Festival di Sanremo 2009. Nel 2011 è autore del brano Bastardo (Anna Tatangelo), che parteciperà al Festival di Sanremo 2011, su musica dello stesso D'Alessio.
Nel 2012 torna a comporti il duo storico, con la partecipazione come autore nei testi dell'album Chiaro (Gigi D'Alessio), contenente il brano con cui lo stesso D'Alessio parteciperà al Festival di Sanremo 2012, Respirare, in duetto con Loredana Bertè, classificatosi al quarto posto e disco d'oro dopo poche settimane per le oltre 30 000 copie vendute. Nel 2015 è autore dei brani Chiara e Notte di mezza estate, su musiche di Sal Da Vinci, ed interpretato dallo stesso, contenuti nell'album Se amore è . il 4 settembre 2020 viene pubblicato Buongiorno di Gigi D'Alessio, una raccolta contenente 15 tracce tra i più famosi successi degli anni novanta e inizi 2000 della coppia D'Agostino - D'Alessio (ad eccezione dell'inedito "Vint anne fa") riarrangiate, con la produzione di Max D'Ambra e la collaborazione di Geolier, Lele Blade, Vale Lambo, MV Killa, CoCo, Franco Ricciardi, Enzo Dong, Samurai Jay, Rocco Hunt e anche J-Ax e i Boomdabash.
Nel 2021 è autore insieme a Sal Da Vinci dei brani "Viento" e "il Cielo blu di Napoli" interpretati dallo stesso Da Vinci.
Ricopre anche il ruolo di direttore Artistico del "Festival di Castrocaro" nelle edizioni 2005 e 2006.
Il giorno 9 novembre 2022, in occasione dei suoi 40 anni di carriera, viene organizzato uno spettacolo al Palapartenope con vari artisti partenopei.
Nel 2024 è autore con Sal Da Vinci del testo del tormentone estivo Rossetto e caffè, su musica di Da Vinci e Luca Barbato e inciso da Da Vinci.

## Discografia

### Album

#### Gigi D'Alessio
- 1992 - Lasciatemi cantare
- 1993 - Scivolando verso l'alto
- 1994 - Dove mi porta il cuore
- 1995 - Passo dopo passo
- 1996 - Fuori dalla mischia
- 1998 - È stato un piacere
- 1998 - Tutto in un concerto
- 1999 - Portami con te
- 2000 - Quando la mia vita cambierà
- 2001 - Il cammino dell'età
- 2002 - Uno come te
- 2003 - Buona vita
- 2004 - Quanti amori
- 2005 - Cuorincoro
- 2012 - Chiaro
- 2020 - Buongiorno

### Brani

#### Anna Tatangelo
- 2003 - Un nuovo bacio (L.D'Alessio - V.D'Agostino)
- 2005 - Ragazza di periferia (L.D'Alessio - V.D'Agostino - A. Pennino)
- 2005 - Quando due si lasciano (L.D'Alessio - V.D'Agostino)
- 2005 - Dimmi dimmi (L.D'Alessio - V.D'Agostino - A.Pennino)
- 2005 - Pensiero stupendo (L.D'Alessio - V.D'Agostino)
- 2005 - O te o me (L.Sacchezin - V.D'Agostino - L.Chiaravalli)
- 2011 - Ha mille ali l'amore (M.Calò - V.D'Agostino - L.D'Alessio)
- 2011 - Non mettiamoci veleno (L.D'Alessio - V.D'Agostino - M.Calò)
- 2011 - Amo la vita (L.D'Alessio - V.D'Agostino - M.Calò)
- 2012 - Bastardo (L.D'Alessio - V.D'Agostino)

#### Sal da Vinci
- 2008 - Nnamurate (V.D'Agostino - S.Da Vinci)
- 2009 - Non riesco a farti innamorare (L.D'Alessio - V.D'Agostino - S.Da Vinci)
- 2010 - Orologio senza tempo (V.D'agostino - S.Da Vinci)
- 2014 - Chiara (V.D'Agostino - S.Da Vinci)
- 2014 - Notte di mezza estate (V.D'Agostino - S.Da Vinci - L.Sala)
- 2020 - Viento (V.D'Agostino - S.Da Vinci)
- 2020 - Il cielo blu di Napoli (V.D'Agostino - S.Da Vinci)
- 2024 - Rossetto e Caffè (V.D'Agostino - S.Da Vinci)

#### Gigi Finizio
- Odio (V.D'Agostino - L.Finizio)
- Balliamo dai (V.D'Agostino - L.Finizio)
- Autostop (V.D'Agostino - L.Finizio)
- Lassame (V.D'Agostino - L.Finizio)
- Che pazzo io (V.D'Agostino - L.Finizio)
- Colpa tua Colpa mia (V.D'Agostino - L.Finizio)
- Se l'hai fatto con lui  (V.D'Agostino - L.Finizio)
- 'Na cammenata a Margellina (V.D'Agostino - L.Finizio)
- Un angelo (V.D'Agostino - L.D'Alessio)
- Quante abitudini (V.D'Agostino - L.Finizio)
- Io di troppo (V.D'Agostino - L.Finizio)
- Oh oh oh (V.D'Agostino - L.Finizio)
- Fingere (V.D'Agostino - L.Finizio)
- Solitudine (V.D'Agostino - L.Finizio)
- Stefany (V.D'Agostino - L.Finizio)
- Pianobar (V.D'Agostino - L.Finizio)
- Dolcissima (V.D'Agostino - L.Finizio)
- Taxi (V.D'Agostino - L.Finizio)
- Telefono (V.D'Agostino - L.Finizio)
- Tornerai (V.D'Agostino - L.Finizio)
- Tu (V.D'Agostino - L.Finizio)
- Tu Avventura (V.D'Agostino - L.Finizio)
- A chest'ora tu (V.D'Agostino - L.Finizio)
- Camera 18 (V.D'Agostino - L.Finizio)
- Verso le sei (V.D'Agostino - L.Finizio)
- Una semplice sera (V.D'Agostino - L.Finizio)
- O Fanno sulo e femmene (V.D'Agostino - L.Finizio)

#### Mauro Nardi
- Amarsi (V.D'Agostino - A.Borrelli)
- Amarsi e dirsi addio (V.D'Agostino - A.Borrelli)
- Arrivederci Mare (V.D'Agostino - A.Borrelli - A.Casaburi - F.Chiaravalle)
- Innamorarsi (V.D'Agostino - L.D'Alessio)
- Metropolis (V.D'Agostino - A.Borrelli - A.Casaburi - F.Chiaravalle)
- N'Appuntamento (V.D'Agostino - L.D'Alessio)
- Si nascesse ancora (V.D'Agostino - A.Borrelli)
- Si overo me vuo bene (V.D'Agostino - A.Borrelli)
- Si turnasse nzieme a mme (V.D'Agostino - A.Borrelli - M.Simioli)
- Stanza 23 (V.D'Agostino - A.Borrelli)
- Stasera (V.D'Agostino - A.Borrelli - V.Caradonna)

#### Tony Colombo
- Amore di ghiaccio (V.D'Agostino - A.Colombo)
- A gelusia (V.D'Agostino - A.Colombo)
- Ti aspetto all'altare (V.D'Agostino - L.Barbato - A.Colombo)
- M'Annammurasse e te (V.D'Agostino - A.Colombo)
- Ti amo tanti auguri amore mio (V.D'Agostino - L.Barbato - A.Colombo)
- Rint a na fotografia (V.D'Agostino - A.Colombo)
- Sott e cupert (V.D'Agostino - A.Colombo)
- Quello che vorrei (V.D'Agostino - A.Colombo)
- Sud (V.D'Agostino - A.Colombo)

#### Franco Ricciardi
- Che vuo' sapè (V.D'Agostino - L.D'Alessio)
- Che vita è (V.D'Agostino - P.Russiello)
- Quando finisce un amore (V.D'Agostino - G.Bevilacqua)
- Sbattenno a porta (V.D'Agostino - L.D'Alessio)
- Na storia (V.D'Agostino - L.D'Alessio)
- Se ho scelto te (V.D'Agostino)
- Se lei non m'ama (V.D'Agostino - E.Rossi)

#### Mario Trevi
- Alla mia donna (V. D'Agostino - A. Visco)
- Stu povero core (V. D'Agostino - C. Lafortezza)
- E dico si (V. D'Agostino - C. Lafortezza)
- 'Mpruvvisamente (V. D'Agostino - A. Visco)
- Tu si importante (V. D'Agostino - A. Costa)
- Doppe 'e te (V. D'Agostino - A. Costa)
- È fernuta (V. D'Agostino - A. Costa)
- E basta (V. D'Agostino - V. Caradonna - A. Costa)
- Stu paese mio (V. D'Agostino - V. Caradonna - A. Costa)
- Pé tutt'a vita (V. D'Agostino - A. Costa)
- 'A mesata (V. D'Agostino - A. Costa)
- N'ata storia se ne va (V. D'Agostino - A. Costa)

### Sigle TV
- Campioni, il sogno 2005: Campioni nel cuore (V.D'Agostino - L.D'Alessio)
- Amici 2003: I ragazzi del 2003 (V.D'Agostino - L.D'Alessio)
- Amici 2004: La scuola della musica (V.D'Agostino - L.D'Alessio)
- Un medico in famiglia 6: Ciao giù (A.Pennino - V.D'Agostino)
- Un medico in famiglia 6: Amica nemica (A.Pennino - V.D'Agostino)